# 가나 세디
세디는 가나의 통화이다. 1 세디는 100 페세와 로 나뉜다. 현재의 세디는 2007년 7월 3일, 10,000 구 가나 세디를 1 신 가나 세디로 화폐개혁 했을 때 도입된 것이다. 현재 가나 세디는 아프리카에서 주권이 있는 나라가 발행하는 통화 단위 중 가치가 가장 높다.
"세디"라는 단어는 무늬개오지조개를 의미하는 아칸어에서 유래되었다. 무늬개오지조개는 가나에서 화폐로써 유일하게 사용되었다.
많은 가나의 동전은 또한 시카(Sika)라는 액면으로도 발행되었다. 많은 가나의 동전은 또한 시카(Sika)라는 형태로도 많이 발행되었으며, 이것은 법정동전이 아닌 일종의 "메달" 같은 동전이다. 시카(sika)라는 단어는 "돈"을 의미한다.

## 통화기호
가나 세디 기호는 센트 표시 (¢)를 닮았으나 세디 기호는 더 길고, 좁고, 그리고 막대기는 대각선 수직이다. 기호 ₵는 2004년에 유니코드 U+20B5에서 암호로 고쳐 쓰기를 위해 받아들여졌다. 그러나, 많은 글꼴이 이 특성을 제공하지 않기 때문에, 센트 기호는 세디를 대체할 기호로 자주 사용된다.
세디 기호는 유니코드로 U+20A1를 가진 콜론 기호와 ₡ (또는 십진법으로 8353); 유니코드에서 U+00A2를 가진 센트 기호와 혼동하면 안 된다.

## 역사

### 첫 번째 세디, 1965–1967
| 전임: 가나 파운드 이유: 십진화 비율: 2.4 첫 번째 세디 = 1 파운드, 또는 1 페세와 = 1 페니 | 가나의 통화 1965년 7월 19일 – 1967년 2월 22일 | 후임: 두 번째 세디 이유: 환전의 편리함과 동전이나 지폐에서 콰메 은크루마를 제거할 수 있는 기회 비율: 1 두 번째 세디 = 1.2 첫 번째 세디 |

첫 번째 세디는 1965년에 도입되었다. 그리고 2.4 세디 = 1 파운드나 1 페세와 = 1 페니의 비율로 파운드를 대체했다. 첫 번째 세디는 영국 파운드를 2.4 세디 = 1 파운드의 비율로 고정 환율제를 시행했었다.

### 두 번째 세디 (GHC), 1967-2007
1967년, 첫 번째 세디는 1.2 첫 번째 세디보다 가치가 있는 '새 세디'로 대체되었다. 이것은 파운드화가 10진법으로 전환뒤 2 두 번째 세디 = 1 파운드의 비율로 바꾸었다. 이 변화는 또한 콰메 은크루마의 이미지를 동전 및 지폐에서 제거하는 좋은 기회였다.
두 번째 세디는 처음에 영국 파운드에 2 세디 = 1 파운드의 비율로 고정했다. 그러나, 몇달안에 두 번째 세디는 2.45 두 번째 세디 = 1 파운드의 비율로 평가 절하 되었는데, 이 비율은 첫 번째 세디보다 가치가 낮았다. 1 세디 = 0.98 미국 달러 비율은 영국 파운드가 1967년 11월에 평가절하를 할 때 같은 비율이고 이 미국 달러의 비율은 지속되었다. 그 뒤 1978년에 변동환율제도로 전환하기전 1971년에는 $0.55 (1 세디 당), 1972년에는 $0.78, 1973년에 $0.8696 로 변경되었다. 그러나 높은 인플레이션이 발생함에 따라 다시 2.80 세디 = $1.00의 비율로 환율이 다시 고정되었다.
인플레이션은 암시장에서의 세디 가치를 괴롭히는 것이 계속되었다. 80년대 초반, 가나 정부는 엄중히 소매 가격의 제품을 공식으로 설립된 세일 가격(물가 통제)과 다른지 단속하기 시작했다. 이 단속이 거의 모든 지하 상거래에 추진한 영향은 상품에 대한 가격의 기준은 암시장 가격이었고, 매장 선반에는 아무것도 존재하지 않은 것이다. 1983년까지 세디는 암시장에서 1 미국 달러당 120 세디의 가치를 가지고 있었고, 담배 한 팩은 (구할 수만 있다면) 150 세디를 주고 살 수 있었으나, 은행 비율은 계속 2.80 세디 = $1.00의 비율로 지속되었다. 결국, 외국 통화와 함께 완벽하게 모든 수입 거래가 차단되어, 정부는 점차적인 평가절하의 과정을 시작하였고, 엄격한 가격 제한의 자유화에 힘을 쏟았다. 이러한 과정은 1990년에 외국 통화에 대응하여 세디통화의 자유 변동 환율제의 실시로 끝이 났다. 인플레이션은 2007년 7월까지 계속되었는데(환전비율표 참조), 미국 1달러에 대해 9,500세디의 가치로 거래되었으며, 세 번째 세디가 시작되는 과도기였다.
1979년, 통화 몰수가 진행되었다. 새 지폐는 구 10 세디에 7 새 세디의 비율로 교환되고 발행되었다. 동전이나 은행 계좌는 영향을 받지 않았다.
두 번째 통화 몰수가 1982년에 일어났는데, 50세디 지폐 (가장 비싼 화폐) 가 본위 화폐로서의 자격을 잃은 해였다. 이론적으로, 가나 사람은 몇장이 되었든간에, 50세디 지폐를 동전이나 다른 은행권으로의 손실없는 교환이 가능했다. 하지만 외국인은 어떤 환전도 불가능했다. 그러나 만약 외국인이 환전 방법에 관한 모든 것을 바꾸려고 한다면, 많은 양의 세디를 보유하고 있는 가나 사람들은 보복을 두려워했다. 그리고 매우 단순하게 돈을 태워버렸다. 많은 다른 가나 사람들은 "약속 상환 어음"을 은행으로부터 받았다. 그러나 아무도 보상받지 못했다. 이번 몰수는 경제 성장을 저해하여 암시장을 활성화시키는 수단으로써 공공연하게 정당화되었다. 그러나 재정적인 견해에서는, 통화몰수가 경제적 가용현금의 양을 줄여, 그 때문에 인플레이션비율이 느려졌다는 효과를 가져왔다는 견해도 있다. 50세디 지폐 몰수 후에, 20 세디 지폐가 가장 비싼 지폐가 되었지만, 시장 가치는 미국 0.35달러에 불과했다.
50세디 지폐 몰수 이후, 정부가 20세디 또는 10세디 지폐까지도 몰수할지도 모른다는 공포가 존재했다. 이러한 공포는 매년 100%에 가까운 인플레이션과 함께 가나 사회에 자신의 통화에 대한 믿음을 잃는 원인으로 시작되었다. 몇몇 거래는 오직 외국 통화 (비록 법적으로 불법일지라도)에 의해서만 가능했고, 다른 많은 일상적 거래가 교환 경제로 전환되기 시작했다.

### 세 번째 세디 (GHS), 2007-현재
2007년 7월 3일, 세 번째 세디가 도입되었고 가치는 구 10,000 세디 (두 번째 세디) = 1 세디이다. 옛 통화 및 새로운 통화의 외부 구매력은 같다; 세디는 평가 절하한 것 또는 재평가도 된 것이 아니라 단지 리디노미네이션 된 것이다. 이 변화 때문에, 가나의 통화는 가치가 낮은 통화 단위 중 하나에서 가치가 가장 높은 통화 단위 중 하나가 되었다.
새로운 ISO 통화코드인 GHS는 또한 이 때에 만들어졌다. 게다가, 중앙은행은 세 번째 세디를 가나 세디라 명하고, 상징을 GH¢로 정하여 두 번째 세디와 구분했고, 현재 세디의 심볼은 ¢로 알려져 있다. 2008년 1월부터 가나세디는 간단히 세디로 알려질 것이다.

## 동전

### 첫 번째 세디
첫 번째 세디 동전은 액면 5, 10, 25, 50 페세와로 발행되었고, ½ 또는 1페니처럼 ½ 또는 1 페세와 같은 작은 단위의 주화는 계속 유통될 필요가 없었다. 모든 동전에는 콰메 은크루마의 초상화가 있었다.

### 두 번째 세디
1967년, 두 번째 세디를 위한 ½, 1, 2½, 5, 10, 20 페세와 동전을 도입하였다. 1979년, 50페세와 와 1 세디 동전이 도입되었다. 이 동전들은 1984년에 5 세디 동전과 함께 작은 크기로 대체되었다. 처음에 발행한 모든 동전들은 인플레이션으로 인해 통용되지 않았다.
1991년, 10, 20, 50, 100 세디 동전이 도입되었다. 200, 500 세디 동전은 1996년에 도입되었다. 이 6개의 동전은 아직 유통되고 있지만 10 세디 (~0.1미국 센트)와 20 세디 (~0.2미국 센트)는 그들의 낮은 가치로 인해 많이 사용되지 못했다.

### 세 번째 세디
새로운 세디 동전은 1 페세와 (100 구 세디), 5 페세와 (500 구 세디), 10 페세와 (1000 구 세디), 20 페세와 (2000 구 세디), 50 페세와 (5000 구 세디)와 1 세디 (10,000 구 세디)이다.

## 지폐
모든 가나의 지폐는 가나은행이 발행한다.

### 첫 번째 세디
1965년, 첫 번째 세디의 가치로 1, 5, 10, 50, 100, 1000 세디 지폐가 발행되었다. 1000 세디 지폐를 제외하고 모든 지폐에는 콰메 은크루마의 초상이 있었다.

### 두 번째 세디
1967년, 첫 발행한 지폐는 1, 5, 10 세디 지폐였다. 두 번째 시리즈는 1972년 과 1973년에 도입된 1, 2, 5, 10 세디 지폐였다. 1979년 시리즈인 구 지폐를 축소 비율 (위 참조)로 1, 2, 5, 10, 20, 50 세디 로 구성된 지폐가 교환되었다.
1983년, 새 지폐 시리즈는 액면 10, 20, 50, 100, 200 세디로 도입되었다. 높은 액면의 지폐는 나중에 도입되었다: 500 세디 (1986년), 1000 세디 (1991년), 2000 세디 (1995년), 5000 세디 (1996년), 10,000 세디와 20,000 세디 (2002년). 2005년, 유통되고 있던 지폐는 1000, 2000, 5000, 10,000, 20,000 세디 지폐였다.

### 세 번째 세디
새 통화의 액면은 가나 세디(GH¢)이고, 1 새 세디는 10000 구 세디와 같다. 가나 페세와 (Gp)는 1/100 가나 세디와 같거나 10,000 구 페세와 (100 구 세디)와 같다. 지폐는 액면 GH¢1, GH¢5, GH¢10, GH¢20, GH¢50를 발행했다. 구 화폐는 2007년 7월부터 회수해 가는 중이다. 그리고 6달후 은행에서만 교환이 가능하고 더 이상 법정통화가 아닐 것이다. 가나은행은 리디노미네이션 캠페인 웹사이트를 열었다.
| 세 번째 세디 | 세 번째 세디 | 세 번째 세디 | 세 번째 세디 | 세 번째 세디        | 세 번째 세디              | 세 번째 세디   |
| 사진         | 가치         | 크기         | 색           | 설명                | 설명                      | 발행 날짜      |
| 사진         | 가치         | 크기         | 색           | 앞면                | 뒷면                      | 발행 날짜      |
| ------------ | ------------ | ------------ | ------------ | ------------------- | ------------------------- | -------------- |
|              | 1 세디       | 137 × 65 mm  | 빨간색       | The Big Six, 독립문 | 아코솜보댐                | 2007년 7월 3일 |
|              | 5 세디       | 141 × 68 mm  | 파란색       | The Big Six, 독립문 | Balme 도서관: 가나 대학교 | 2007년 7월 3일 |
|              | 10 세디      | 145 × 71 mm  | 옐로 그린색  | The Big Six, 독립문 | 가나은행가나 대법원       | 2007년 7월 3일 |
|              | 20 세디      | 149 × 74 mm  | 보라색       | The Big Six, 독립문 | 대법원                    | 2007년 7월 3일 |
|              | 50 세디      | 153 × 77 mm  | 갈색         | The Big Six, 독립문 | 크리스천보그 캐슬         | 2007년 7월 3일 |

## 환율의 역사
이 표는 미국 1 달러의 가치를 가나 세디로 보여준다:

### 두 번째 세디
| 년도          | 1 미국 달러당 세디                      | 년도   | 1 미국 달러당 세디                           |
| ------------- | --------------------------------------- | ------ | -------------------------------------------- |
| 1965년        | 0.824*                                  | 1967년 | 0.714*                                       |
| 1970년대      | ~1.000 (0.833에서 1.111)                | 1980년 | 2.80 은행 환율 (~30 암시장)                  |
| 1983년        | 30.00 은행 환율 (~120 암시장) (10월 83) | 1984년 | 35.00 (3월 84); 38.50 (8월 84); 50 (12월 84) |
| 1985년        | 50 - 60                                 | 1986년 | 90                                           |
| 1987년        | 150 - 175                               | 1988년 | 175 - 230                                    |
| 1989년        | 230 - 300                               | 1990년 | 300 - 345                                    |
| 1991년        | 345 - 390                               | 1992년 | 390 - 520                                    |
| 1993년        | 555 - 825                               | 1994년 | 825 - 1050                                   |
| 1995년        | 1050 - 1450                             | 1996년 | 1450 - 1750                                  |
| 1997년        | 1750 - 2250                             | 1998년 | 2250 - 2350                                  |
| 1999년        | 2350 - 3550                             | 2000년 | 3550 - 6750                                  |
| 2001년        | 6750 - 7300                             | 2002년 | 7300 - 8450                                  |
| 2003년        | 8450 - 8850                             | 2004년 | 8850 - 8900                                  |
| 2005년        | 8900 - 9500                             | 2006년 | 9050 - 9600                                  |
| 2007년        | 9600 - 9300                             |        |                                              |
| *첫 번째 세디 |                                         |        |                                              |

### 세 번째 세디
| 년도   | 1 미국 달러당 세디  | 년도   | 1 미국 달러당 세디 |
| ------ | ------------------- | ------ | ------------------ |
| 2007년 | 0.9200 (2007년 7월) | 2008년 | 1.05 (2008년 6월)  |

## 같이 보기
- 가나의 옛 통화:
  - 영국령 서아프리카 파운드
  - 가나 파운드